# Win Butler
Edwin Farnham "Win" Butler III, född 14 april, 1980 i Truckee i Kalifornien, är en amerikansk och kanadensisk sångare i det kanadensiska indierockbandet Arcade Fire. Hans fru Régine Chassagne och bror William Butler är båda med i Arcade Fire.
Win Butler föddes i Kalifornien men växte upp i förorterna utanför Houston, Texas dit hans familj flyttade när han var fyra år. Familjen hade ärvt många instrument som han och brodern Will roade sig med.
Win Butler flyttade sedan till Montréal, Kanada, för att studera. Väl där mötte han sin blivande fru, Régine Chassagne och de startade Arcade Fire. Han blev kanadensisk medborgare 2019.
Butler har hedrats av provinsen Québec för sina insatser för fransk-kanadensisk kultur.